# Charles Welter
Charles Joseph Ignace Marie Welter (Den Haag, 6 april 1880 – aldaar, 28 maart 1972) was een Nederlands politicus, die enige jaren minister was en tot op hoge leeftijd actief bleef als Tweede Kamerlid.
Na een loopbaan als bestuursambtenaar in Nederlands-Indië (vooral Java) werd Charles Welter in 1925 na een loopbaan bij het Indische Gouvernement minister van Koloniën in het kortstondige eerste kabinet Colijn I. Hij leidde daarna onder andere een bezuinigingscommissie en werd in 1937 wederom minister. Hij wees een dominion-status van Nederlands-Indië af. In november 1941 trad hij af als lid van het in Londen gevestigde oorlogskabinet na een conflict met Gerbrandy. Welter sympathiseerde in de oorlog met het bewind van Pétain in Frankrijk en gold daarom in Londen als defaitist.
Na de oorlog keerde Welter zich tegen de Indië-politiek van de KVP, was vicevoorzitter van het Nationaal Comité Handhaving Rijkseenheid en richtte hij een eigen partij op, de Katholiek Nationale Partij. Onder invloed van het Mandement van 1954 keerde hij in 1956 terug naar zijn 'moederpartij'. In 1956 en 1959 kreeg hij een verkiesbare plaats op de kandidatenlijst van de KVP. Als KVP-Kamerlid was hij tamelijk onafhankelijk, met name ten aanzien van de Nieuw-Guineapolitiek. Zijn zoon was verzetsstrijder Louis Joseph Welter (1910-1943).
- Biografisch Portaal: 11690796
- International Standard Name Identifier: 0000 0003 9479 8035
- Library of Congress Control Number: no2022105950
- Nederlandse Thesaurus van Auteursnamen: 074494791
- Parlement.com: vg09llcvu6y4
- Virtual International Authority File: 289362582
- WorldCat: E39PBJqbrkvjgp6XCHVbhQbjmd